# Stegosaurides
Stegosaurides là một chi khủng long, được Bohlin mô tả khoa học năm 1953.